# Ford CHT
O motor CHT ( abreviação para High Turbulence Combustion ou Compound High Turbulence) é um motor a combustão interna de quatro cilindros produzido pela Ford no Brasil, durante a década de 1980. É um motor completamente diferente do motor Ventoux e não deve confundir com ele. Contrariamente ao ventoux, o CHT era muito econômico e tinha um perfil muito suave e de baixo ruído, herdado do seu design Renault.

## Contexto histórico
O motor CHT foi introduzido pela Ford para a linha 1984 na versão Mark III do Ford Escort, a primeira série a ser lançada no Brasil. Mais tarde, foi usado no Ford Corcel, Ford Del Rey, Ford Verona, bem como o Volkswagen Gol.
Este motor baseou-se no Motor Sierra, lançado em 1962. O motor Cléon-Fonte, projetado pelo engenheiro René Vuaillat, é um projeto pequeno e totalmente novo de quatro cilindros, que apareceu no Renault Floride S e na Renault 8 em 1962. Ford do Brasil Herdou este motor ao comprar a operação brasileira Willys/Renault no final da década de 1960. Possui um total de oito válvulas aéreas, e possui um projeto de válvula rotativa. O deslocamento do Cléon-Fonte original usado em Ford Corcel foi de 1.289 cc (73x77 mm de diâmetro e derrame); Este foi mais tarde levado para 1.372 cc (75.32x77 mm) para o mecanismo "XP", mais tarde chamado "1300-B" em forma de carburante único.  O Cléon-Fonte foi finalmente aumentado para 1.555 cc (77x83.5 mm) em 1979, que também é o deslocamento do CHT. A Ford do Brasil usou o motor Cléon-Fonte até 1983, quando eles fizeram um redesenho completo na cabeça e no processo renomeando o CHT. A pickup Ford Pampa derivada de Corcel também usou o motor Cléon-Fonte até ser substituído pelo CHT em 1984.
O objetivo desse esforço era criar uma turbulência interna dentro das câmaras de pistão de modo que uma porcentagem maior do combustível fosse queimada. A unidade resultante foi muito robusta e econômica, embora com um desempenho modesto em comparação com a concorrente Volkswagen EA-827. O CHT tem menor potência de pico, mas com um torque médio geralmente maior, com a curva de torque muito mais direta e mais próxima do máximo a qualquer velocidade do motor do que um motor AP semelhante. O torque foi a vantagem do motor CHT, sendo capaz de funcionar sem muita perda de energia em velocidades de motor muito baixas também.
Também estava disponível para funcionar com Etanol, que geralmente gera pelo menos 10% mais energia do que um modelo de gasolina correspondente, com um aumento de cerca de 25% para o consumo de combustível. Não teve problemas para começar a frio e alto consumo de combustível ao contrário de outros motores anti-etanol.
Três modelos estavam originalmente disponíveis:
- 1.6 gasolina (65 cv)
- 1.6 etanol (74 cv)
- 1.6 XR Etanol (83 cv) para Escort XR3

Mais tarde, o motor foi ajustado para melhores números de energia e eficiência de combustível:
- 1.6 gasolina (74 cv)
- 1.6 Etanol (86 cv)

Em 1987, com o lançamento do Mark IV do Ford Escort, este motor beneficiou de algumas revisões, resultando na versão CHT E-Max (economia maximizada). Todos os novos modelos apresentaram melhor torque. Isso, o motor CHT de segunda geração recebeu o prêmio de motor mais econômico do tempo no Brasil, capaz de funcionar com 17,1 km com um litro de gasolina.
Em 1992, uma versão menor foi lançada para o Escort e o Gol:
- 1.0 gasolina (50 cv)

Durante o período de Autolatina (1987-1996), a VW usou este motor, nomeando-o AE-1600 e AE-1000 quando instalado em Vokswagens, mas este é em grande parte o mesmo motor. AE significa Alta Economia. Em 1996 e 1997, o CHT foi gradualmente substituído pela Volkswagen EA-827 e pela nova Volkswagen EA-111 em carros VW, ou a mais nova unidade Ford-Zetec-SE de 16 válvulas e o motor Endura-E em carros Ford.